# Potenciação de longa duração

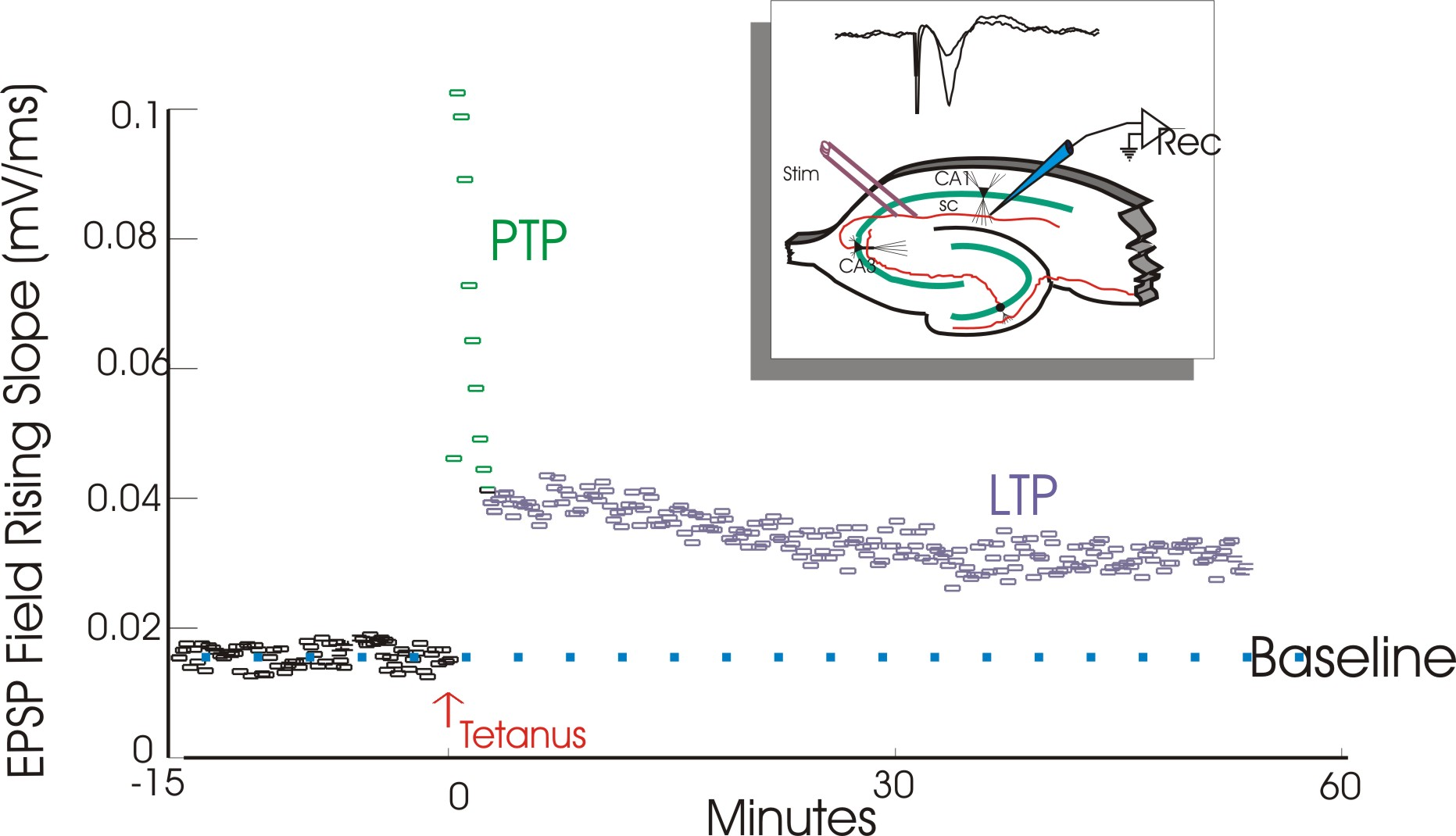
Potenciação de longa duração (LTP) é um aumento persistente da força sináptica após a estimulação de alta freqüência de uma sinapse química. Estudos de LTP são frequentemente realizados em fatias do hipocampo. Nesses estudos, gravações elétricas são feitas e plotadas em um gráfico como este. Este gráfico compara a resposta a estímulos nas sinapses que foram submetidos a LTP versus sinapses que não foram submetidas a LTP. Sinapses que foram submetidas a LTP tendem a ter mais respostas a estímulos elétricos do que outras sinapses. A potenciação de longo prazo vem do fato de que este aumento na força sináptica, ou potenciação, dura um tempo muito longo quando comparado com outros processos que afetam a força sináptica.

Em neurociência, potenciação de longa duração (Long Term Potentiation ou LTP, em inglês) é uma melhoria duradoura na transmissão do sinal entre dois neurônios que resulta de estimulá-los de forma síncrona. É um dos vários fenômenos que contribuem para a plasticidade sináptica, a capacidade das sinapses químicas de mudar sua potência. Acredita-se que a memória é codificada por modificação da força sináptica, por isso a LTP é amplamente considerada como um dos principais mecanismos celulares que está na base da aprendizagem e memória.
A LTP possui muitas características da memória de longo prazo, tornando-a um candidato atraente para um mecanismo celular de aprendizagem. Por exemplo, a LTP e a memória de longo prazo são acionadas rapidamente, ambas dependem da síntese de novas proteínas, cada uma tem propriedades de associatividade, e ambas podem durar muitos meses.  A LTP parece ser responsável por muitos tipos de aprendizagem, desde o aprendizado do reflexo condicionado clássico simples, relativamente presente em todos os animais, até os aprendizados mais complexos, em nível maior de cognição observado em humanos.
A nível celular, LTP aumenta a neurotransmissão sináptica. Além disso, melhora a capacidade de dois neurônios, o pré-sináptico e o pós-sináptico, de se comunicar uns com os outros através de uma sinapse. Os mecanismos moleculares precisos para isso não foram ainda plenamente estabelecidos, em parte porque a LTP é regulada por múltiplos mecanismos, que variam segundo a espécie e a região do cérebro. Na forma mais bem compreendida da LTP, o reforço da comunicação é predominantemente realizado através do aumento da sensibilidade da célula pós-sináptica aos sinais recebidos a partir da célula pré-sináptica. Estes sinais, na forma de moléculas de neurotransmissores, são recebidos por receptores de neurotransmissores presentes no superfície da célula pós-sináptica. A LTP melhora a sensibilidade da célula pós-sináptica aos neurotransmissores, em grande parte pelo aumento da atividade dos receptores existentes e aumentando o número de receptores na superfície da célula pós-sináptica.
A LTP foi descoberta no hipocampo de coelhos por Terje Lømo em 1966, e tornou-se um tema popular de pesquisa desde então. Muitas pesquisas modernas sobre a LTP procuram entender melhor a sua biologia básica, enquanto outras têm por objetivo elaborar um nexo de causalidade entre LTP e aprendizagem. Outros ainda tentam desenvolver métodos, farmacológicos ou não, de reforçar a LTP para melhorar memória e a aprendizagem. A LTP é também um tema de pesquisa clínica, por exemplo, nas áreas de pesquisa da doença de Alzheimer.

## Mecanismo
A potenciação de longa duração ocorre através de uma variedade de mecanismos de todo o sistema nervoso; nenhum mecanismo único une todos os vários tipos de LTP. No entanto, para fins de estudo, a LTP é comumente dividida em três fases que ocorrem sequencialmente: a potenciação de curto prazo, a LTP precoce e a LTP tardia. Pouco se sabe sobre os mecanismos de potenciação de curto prazo, assim, não será discutida aqui.
Cada fase da LTP é regida por um conjunto de mediadores, moléculas pequenas que ditam os acontecimentos dessa fase. Estas moléculas incluem as proteínas dos receptores que respondem a eventos fora da célula, as enzimas que realizam as reações químicas dentro da célula, e moléculas de sinalização que permitem a progressão de uma fase para a próxima. Além desses mediadores, também existem moléculas moduladoras, descritas posteriormente, que interagem com os mediadores, e que alteram a LTP finalmente gerada.
As fases da LTP precoce (E-LTP) e a tardia (L-LTP) são, cada uma, caracterizada por uma série de três eventos: indução, manutenção e expressão. Indução é o processo pelo qual um sinal de curta duração que desencadeia a fase da LTP a começar. Manutenção corresponde à mudanças bioquímicas persistentes que ocorrem em resposta à indução dessa fase. Expressão implica alterações celulares de longa duração que resultam da ativação do sinal de manutenção. Assim, os mecanismos de LTP podem ser discutidos em termos de mediadores que estão na base da indução, manutenção e expressão da E-LTP e L-LTP.

## Ler mais
- http://www.dct.ufms.br/~mzanusso/Memoria_mecanismos_celulares.htm
- http://noticiaalternativa.com.br/potenciacao-de-longa-duracao/